# Vacina pneumocócica conjugada
A vacina pneumocócica conjugada (PCV) é uma vacina pneumocócica e uma vacina conjugada utilizada para proteger bebês, crianças pequenas e adultos contra doenças causadas pela bactéria Streptococcus pneumoniae (pneumococo). Ele contém polissacarídeo capsular purificado de sorotipos pneumocócicos conjugados a uma proteína transportadora para melhorar a resposta de anticorpos em comparação com a vacina de polissacarídeo pneumocócica. A Organização Mundial da Saúde (OMS) orienta o uso da vacina conjugada na rotina de vacinação de crianças. Existem dois tipos de PCV disponíveis, com as marcas Prevnar 13 e Synflorix Pneumosil, que foi pré-qualificada pela OMS em 2020, e Vaxneuvance.
Os efeitos colaterais mais comuns em crianças são diminuição do apetite, febre (apenas muito comum em crianças de seis semanas a cinco anos), irritabilidade, reações no local da injeção (vermelhidão ou endurecimento da pele, inchaço, dor ou ternura), sonolência (sonolência) e sono de má qualidade. Em adultos e idosos, os efeitos colaterais mais comuns são diminuição do apetite, dores de cabeça, diarreia, febre (muito comum em adultos de 18 a 29 anos), vômitos (apenas muito comuns em adultos de 18 a 49 anos), erupção cutânea, reações no local da injeção, limitação do movimento do braço, artalgia e mialgia (dor articular e muscular), calafrios e fadiga.
Quando múltiplas vacinas potencialmente causadoras de febre são administradas ao mesmo tempo, elas têm um efeito aditivo. A partir de 2019, o uso profilático (ou seja, no momento da injeção) de paracetamol para reduzir reações adversas comuns e pequenas (febre, dor, inchaço, ternura) é recomendado apenas para algumas combinações de vacinas, algumas incluindo vacinas conjugadas pneumocócicas.